# Шеррилл (Нью-Йорк)
Шеррилл (англ. Sherrill) — місто (англ. city) в США, в окрузі Онейда штату Нью-Йорк. Населення — 3077 осіб (2020).

## Географія
Шеррилл розташований за координатами 43°4′14″ пн. ш. 75°35′57″ зх. д. / 43.07056° пн. ш. 75.59917° зх. д. (43.070439, -75.599216).  За даними Бюро перепису населення США в 2010 році місто мало площу 5,99 км², уся площа — суходіл.

## Демографія
Згідно з переписом 2010 року, у місті мешкала 3071 особа в 1323 домогосподарствах у складі 850 родин. Густота населення становила 513 осіб/км².  Було 1384 помешкання (231/км²).
Расовий склад населення:
| - 97,9 % — білих - 0,9 % — азіатів - 0,3 % — чорних або афроамериканців - 0,2 % — корінних американців |

До двох чи більше рас належало 0,6 %. Частка іспаномовних становила 1,1 % від усіх жителів.
За віковим діапазоном населення розподілялося таким чином: 21,1 % — особи молодші 18 років, 60,5 % — особи у віці 18—64 років, 18,4 % — особи у віці 65 років та старші. Медіана віку мешканця становила 45,0 року. На 100 осіб жіночої статі у місті припадало 93,5 чоловіків;  на 100 жінок у віці від 18 років та старших — 87,8 чоловіків також старших 18 років.
Середній дохід на одне домашнє господарство  становив 71 142 долари США (медіана — 55 943), а середній дохід на одну сім'ю — 90 058 доларів (медіана — 70 208). Медіана доходів становила 45 395 доларів для чоловіків та 40 893 долари для жінок. За межею бідності перебувало 7,9 % осіб, у тому числі 4,4 % дітей у віці до 18 років та 4,8 % осіб у віці 65 років та старших.
Цивільне працевлаштоване населення становило 1475 осіб. Основні галузі зайнятості: освіта, охорона здоров'я та соціальна допомога — 34,8 %, виробництво — 10,6 %, роздрібна торгівля — 8,8 %, публічна адміністрація — 7,9 %.